# Jonassen Rocks
Die Jonassen Rocks sind eine kleine Gruppe von Klippenfelsen vor der Südküste Südgeorgiens. Sie liegen 1,5 km westlich des südlichen Endes der Nowosilski-Bucht.
Der South Georgia Survey kartierte sie im Zuge seiner von 1951 bis 1957 dauernden Vermessungskampagne. Das UK Antarctic Place-Names Committee benannte sie 1958 nach dem Harpunier Idar Jonassen (1889–1933), der von 1924 bis 1933 für die Compañía Argentina de Pesca in Grytviken tätig war.